# М-50 (компьютер)
М-50 — советская БЭСМ.

## Описание
Разрабатывалась ИТМиВТ АН СССР, введена в эксплуатацию в 1959. М-50 является модификацией ЭВМ М-40, обеспечивала выполнение математических операций с плавающей запятой и была рассчитана на применение в качестве универсальной ЭВМ.

## Использование
На базе М-40 и М-50 был создан двухмашинный контрольно-регистрирующий комплекс, на котором обрабатывались данные натурных испытаний системы ПРО.